# کالدز
کالدز (به اسپانیایی: Caldetas) یک منطقهٔ مسکونی در اسپانیا است که در مارسمه واقع شده‌است. کالدز ۰٫۹ کیلومتر مربع مساحت دارد ۳۳ متر بالاتر از سطح دریا واقع شده‌است.

## خواهرخوانده
شهر Castelfranco Piandiscò خواهرخواندهٔ کالدز هست.